# Troels Troels-Lund
Troels Frederik Troels-Lund (5. september 1840 i København – 12. februar 1921 smst) var en dansk historiker og forfatter. Han kendes mest for "Dagligt liv i Norden i det sekstende århundrede", der udkom første gang 1879-1901 i 14 bind.
Troels-Lund (der indtil 1903 blot hed Lund) blev cand.theol. 1866 og dr.phil. 1871 på disputatsen "Om Sokrates's lære og personlighed". 1874-1899 var han ansat som lærer ved Hærens Officersskole og blev 1897 udnævnt til kongelig ordenshistoriograf. 1901 blev han medlem af Videnskabernes Selskab og 3. oktober 1902 af Det kongelige danske Selskab for Fædrelandets Historie.

## Barndom og ungdom
Troels Lund blev født 5. september 1840 i forældrenes bolig på Gammeltorv i København. Faderen var fuldmægtig i Nationalbanken, (senere justitsråd) Henrik Ferdinand Lund, moderen Anna Cathrine Lund. Troels-Lund var den yngste i en børneflok på syv; fire halvsøskende fra faderens tidligere ægteskab med Petrea Lund (f. Kierkegaard, d. 1834), en søster til Søren Kierkegaard, og to helbrødre. Hjemmet på Gammeltorv i København var kun bolig for familien om vinteren, om sommeren fulgte familien det højere borgerskabs skik med at bo uden for byen. I 1841 lejede familien Bakkehuset på Frederiksberg, der blev familiens sommerbolig de næste 20 år. Frederiksberg var dengang et landligt område med marker og søer, og ved siden af huset lå den store kongelige park Søndermarken. Her fik han sit fortrolige forhold til naturen, friluftsliv og botaniske forhold, som klart skinner igennem i hans senere værker.
Faderen havde været gift med en søster til filosoffen Søren Kierkegaard. Det betød, at både Søren og hans bror præsten Peter Christian Kierkegaard kom i familiens hjem. Søren Kierkegaard, som ikke var bleg for at lege med børnene, gjorde et dybt indtryk på den unge Troels. Hans barndomserindringer om Søren Kierkegaard er grundlaget for 3. bind af værket "Bakkehus og Solbjerg".

## Studietid
Efter endt studentereksamen i 1858 immatrikuleredes Troels Lund på Københavns Universitet. Men han havde endnu ikke gjort sig klart, hvilken livsbane han skulle vælge. Sammen med bl.a. Harald Høffding læste han filosofikum under F.C. Sibbern (1785-1872) og overvejede at gøre filosofi til sit livsstudium. Andre retninger blev også afprøvet, bl.a. filologi og medicin. Men det endte med at han valgte teologi, sandsynligvis på grund moderens ønske om, at hendes tre sønner alle skulle blive præster. Da moderen døde samme år, som Troels Lund afsluttede filosofikum, var dette nok grunden til hans valg.
Et af de største indtryk, han fik under studietiden, var udbruddet af 2. Slesvigske Krig i 1864. Den ældre broder Peter Lund, som var den i familien han var stærkest knyttet til, meldte sig som frivillig. Han blev dødeligt såret under Overgangen til Als 29. juni og lå som krigsfange på et tysk felthospital på Sundeved. Troels blev af familien sendt derned for at pleje ham og var hos ham, til broderen døde 18. juli. Denne oplevelse forstærkede en allerede stærk interesse for Danmarks forsvar. Igennem sit voksne liv var Troels-Lund ivrig fortaler for Københavns befæstning og udgav tre pjecer, der agiterer for et aktivt forsvar ("Om Danmarks Forsvar", "Preussens Fald og Genoprejsning", "Om Danmarks Neutralitet"). I 1900 blev han formand for Centralkomiteen for de Frivillige Korps, der var fortaler for civil bevæbning i tilfælde af fremmed invasion.
Samme år som broderens død blev Troels Lund forlovet med sin halvkusine og barndomslegekammerat Sigismunda Tillisch, og i 1868 stod brylluppet. Dette førte til en fornyet anstrengelse for at finde et udkomme, og efter sin kandidateksamen i teologi i 1866 fortsatte Troels Lund sin universitetsløbebane ved i 1871 at tage doktorgraden i filosofi. Men kort inden dette havde han fået stilling ved Gehejmearkivet (nuv. Rigsarkivet) i København, hvor han fik arkivaren Adolf Ditlev Jørgensen som arbejdskollega.

## Historiker
På Gehejmearkivet beskæftigede Troels Lund sig hovedsageligt med adelsbreve fra det 16. og 17. århundrede, og det var herfra at kilden til hans livsværk udsprang. Dybt præget af det samtidige gennembrud af Realismen i litteraturen med Georg Brandes som fortaler, valgte Troels Lund at blive historisk forfatter med basis i det daglige liv. Oprindeligt skulle værket være en traditionel politisk, historisk gennemgang af det 16. århundrede med titlen "Danmarks og Norges Historie i Slutningen af det 16de Aarhundrede". Og Troels Lund havde også udgivet mindre værker med hovedvægt på det 16. århundredes politiske historie ("Historiske Skitser", "Mogens Heinesøn"), men meget snart tog den kulturhistoriske skildring over. Den planlagte tredjedel af værket, som det kulturhistoriske skulle have bestået af, blev nu det hele værk. Beskrivelsen af næsten alle forhold i dagligdagen under den nordiske renæssance, både i det ydre og det indre, blev hovedsagen. Troels Lund var muligvis inspireret af den tyske historiker W. H. Riehl, der i sit værk "Naturgeschichte des deutschen Volkes als Grundlage einer deutschen Sozialpolitik" også indleder med et bind om "Land og Folk" ("Land und Leute"). Men i så fald er det kun den rent idémæssige inspiration. Riehl var langt mere systematisk, mens Troels Lund i sit værk er mere farverig, til tider fabulerende i sit sprog og ofte erstatter systematikken med hjemmelavede teorier. Det kom han også til at høre for. Faghistorikerne var ikke tilfredse med fagligheden i "Dagligliv", og anmeldelserne påpegede mange fejl. Manglen på en egentlig historisk uddannelse kunne ses på værket, især de første bind. Til de senere bind i værket kunne Lund benytte sig af omfattende kildesamlinger, som den teologiske kandidat Nicolai Jacobsen havde samlet i 1860erne-1870erne som assistent på Det Kongelige Bibliotek om bl.a bryllup, dåb og fødsel. Det gjorde, at Troels-Lund kunne benytte langt flere eksempler og dermed have en langt større sikkerhed i opstillingen af teorier. Troels-Lund var samtidig lydhør over for fejlene, der blev påpeget i anmeldelserne, og de fleste af de tidligt begåede faktuelle fejl blev rettet i værkets 2. udgave. Modtagelsen i den ikke-faglige læseverden var meget positiv. På grund af Lunds ikke-faglige sprog og yderst underholdende fortællestil kunne alle få noget ud af værket. Førsteudgaverne af værket blev hurtigt udsolgt, og de senere folkeudgaver udkom i op til fire udgaver, hvert i et oplag på 10,000.
Med denne succes var det ikke usandsynligt, at Troels-Lund ville få en stilling som professor i historie på Københavns Universitet. Men netop i de sidste to tiår af det 19. århundrede blev den første generation af danske faghistorikere udlært, og disse med Kr. Erslev i spidsen fik naturligvis forrang ved ansættelser på universitetet. I stedet blev Troels-Lund ansat som lærer i historie ved Hærens Officersskole på Frederiksberg Slot.

## Alderdom
I 1908 diagnosticeredes Troels-Lund med "hjerteforkalkning" og blev derfor tvunget til at holde sig i ro. Den litterære produktion mindskedes, og Troels-Lund trak sig tilbage fra det offentlige liv. I sin alderdom beskæftigede Troels-Lund sig mest med sine erindringer, dog blev han med mellemrum "træt af at beskæftige sig så meget med sig selv", som han skriver i forordet til "Bakkehus og Solbjerg". I 1899 havde Troels Lund udgivet skriftet "Livsbelysning", som var en slags europæisk idéhistorie, der gik op til det 16. århundrede. Under udarbejdelsen af sine erindringer var Troels-Lund igen kommet tilbage til sine barndomsoplevelser på Bakkehuset, og dettes centrale del i Danmarks kulturhistorie i første halvdel af det 19. århundrede. Ideen kom da til ham om at skrive et værk om Romantikkens gennembrud og den "livsbelysning", som derved brød igennem i det danske kulturliv. Værket skulle være med udgangspunkt i Bakkehuset og den mangfoldighed af personligheder, der havde haft berøring dermed. Dette blev til værket "Bakkehus og Solbjerg", som på ingen måde lider af alderdomstræthed, men stadig er fuld af Troels-Lunds lyse syn på livet og friske sprog. Troels-Lund nåede dog kun at se første bind af de planlagte fire i dette værk udgivet. Han døde d. 12. februar 1921.
Historikeren og vennen Knud Fabricius sørgede for udgivelsen af de sidste to bind af "Bakkehus og Solbjerg" som Troels-Lund havde nået at skrive. Troels-Lund var kun nået til sit 19. år i sine erindringer, inden han lagde dette arbejde til side for "Bakkehus og Solbjerg". Disse udkom posthumt i 1924 under titlen "Et Liv – Barndom og Ungdom".
Troels-Lund blev Ridder af Dannebrog 1886, Dannebrogsmand 1894, Kommandør af 2. grad 1902, af 2. grad 1905, fik Storkorset 1911 og Fortjenstmedaljen i guld 1920.
Han er begravet på Frederiksberg Ældre Kirkegård.

## Værk
- "Paa Vandring", 1867 (under pseudonymet Poul Vedel)
- "Historiske Skitser – Efter utrykte Kilder", 1876
- "Mogens Heinesøn – Et tidsbillede fra det 16 Aarhundrede", 1877
- "Dagligt Liv i Norden i det sekstende Aarhundrede I-XIV", 1879-1901 (Første bind under titlen "Danmark og Norges Historie i Slutningen af det 16de Aarhundrede")
- "Om Danmarks Forsvar", 1880
- "Preussens fald og Genoprejsning", 1883
- "Om Danmarks Neutralitet", 1886
- "Christian den Fjerdes Skib paa Skanderborg Sø I-II", 1893
- "Livsbelysning", 1899
- "Sundhedsbegreber i Norden i det 16de Aarhundrede", 1900
- "Peder Oxe", 1906
- "De tre Nordiske Brødrefolk", 1906
- "Nye Tanker i det 16de Aarhundrede", 1909
- "Historiske Fortællinger – Tider og Tanker I-IV", 1910-1912
- "Bakkehus og Solbjerg – Træk af et nyt Livssyns Udvikling i Norden I-III", 1920-1922
- "Et Liv – Barndom og Ungdom", 1924